# زينب فاسيكي
زينب فاسيكي أو زينب فاسقي (من مواليد 21 تمّوز/يوليو 1994 في فاس) هي فنانة كاريكاتيرية مغربيّة ومُهندسة ميكانيكية وناشطة في مجال حقوق المرأة بالإضافة إلى نشاطِها في مجال تمكين المرأة والمساواة بينَ الجنسين.  اشتهرت زينب من خِلال مشروعٍ لها حملَ اسم «حْشُومَة» وهو عبارة عن مجوعة فنيّة من الصور الكاريكاتيريّة الذي صدر عام 2018 والذي يُصوّر النساء وهنَ عاريات وتدعو فيهِ زينب إلى كسرِ المعايير المزدوجة وقد عُرض مشروع لأوّل مرة في مدريد بإسبانيا قبل أن يُعرض فيما بعد في الرباط. تَهدف زينب فاسقي من خِلال عملها إلى مكافحةِ الرقابة وكسرِ «المحرمات» في المغرب.

## الحياة المُبكّرة
وُلدت زينب فاسيكي في 21 تموز/يوليو من عام 1994 في مدينة فاس بالمملكة المغربيّة وتلقت تعليمها هناك. تخرّجت من كلية الهندسة في يونيو/حزيران 2017.

## المسيرة المِهنيّة
بدأت زينب الرسم عندما كانت تبلغُ من العمرِ أربع سنوات فقط؛ ثمّ صقلت مهاراتها بمرور السنوات. تُركّز فاسيكي في عملها على رسمِ صور ذاتية مُختلفة ومتنوعة كما تعتمدُ على شخصيات خياليّة مثل المرأة المعجزة. في حوارٍ معها حول رسومها الهزليّة علّقت زينب بالقول: «أرى المرأة عبارة عن تمثالٍ في مجتمعي ولذَا أريد تحريرها ... أريدهنّ أن يكنّ بشرًا أحرارًا.» تُعاني زينب في نشرِ رسوماتها داخلَ المغرب باعتبارِ أنّ العدد الأكبر من المطبعات أو دور النشر ترفضُ وتحجمُ عن طباعة أعمالها.

## قائمة أعمالها
| صورة الغِلاف | الكِتاب                 | تاريخ الإصدار | نبذة مُختَصرة |
| ----------- | ---------------------- | ------------- | --- |
|             | فيروز في مواجهة العالم | 2018          | يروي الكتاب من خِلال عددٍ من الصور قصّة فتاة ترغبُ في السفر حول العالم لكن عليها أولّا مواجهة عائلتها المحافظة. |
|             | حشومة                  | 2018          | هو عبارة عن مشروع فنَي مكوّن من عددٍ من الصور التي جُمعت في كتاب. تعرضُ فيهِ زينب الأفكار السلبية المتعارف عليها في المغرب عندَ التعامل مع الفتاة منذ الصغر كما تُقدّم أفكارها عنِ التمييز الذي تتعرض له المرأة المغربية والتحرش بأنواعه سواء اللفظي أو الجسدي، فضلًا عن أشكال العنف المختلفة. |